# 拉诺克勒-莫莱
拉诺克勒-莫莱（法語：La Nocle-Maulaix，法語發音：[la nɔkl molɛ]）是法国涅夫勒省的一个市镇，属于希农堡（城）区。该市镇于1864年由原市镇拉诺克勒（La Nocle）和莫莱（Maulaix）合并而成。

## 地理
拉诺克勒-莫莱（46°45'49"N, 3°46'52"E）面积32.66 平方千米，位于法国勃艮第-弗朗什-孔泰大區涅夫勒省，该省份为法国中部省份，北至约讷省，西北接卢瓦雷省，西接谢尔省，南至阿列省，东南接索恩-卢瓦尔省，东临科多尔省。
与拉诺克勒-莫莱接壤的市镇（或旧市镇、城区）包括：萨维尼普瓦勒福勒、克罗纳、富尔、蒙唐贝尔、圣塞纳、泰尔南。

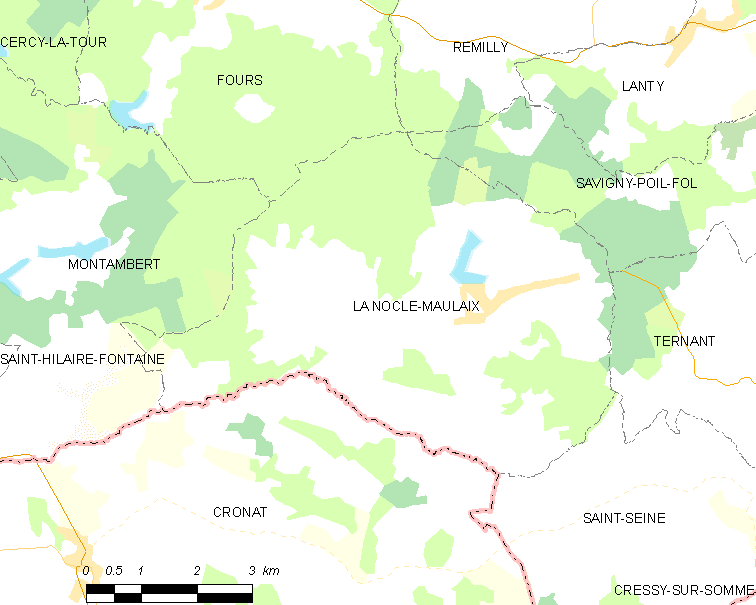
拉诺克勒-莫莱的OSM定位图

拉诺克勒-莫莱的时区为UTC+01:00、UTC+02:00（夏令时）。

## 行政
拉诺克勒-莫莱的邮政编码为58250，INSEE市镇编码为58195。

## 政治
拉诺克勒-莫莱所属的省级选区为吕济县。

## 人口

1962-2008年间拉诺克勒-莫莱人口变化图示

拉诺克勒-莫莱于2022年1月1日时的人口数量为270人。